# Rannaniidi
Rannaniidi este o arie protejată (arie specială de conservare — SAC, sit de importanță comunitară — SCI) din Estonia întinsă pe o suprafață de 397,9 ha, integral pe uscat.

## Localizare
Centrul sitului Rannaniidi este situat la coordonatele 58°38′25″N 23°20′17″E / 58.6403°N 23.3381°E.

## Înființare
Situl Rannaniidi a fost declarat sit de importanță comunitară în aprilie 2004 pentru a proteja 2 specii de plante. Situl a fost protejat și ca arie specială de conservare în iulie 2006.

## Biodiversitate
Situată în ecoregiunea boreală, aria protejată conține 9 habitate naturale: Vegetație anuală la limita mareei, Faleze cu vegetație de pe coastele atlantice și baltice, Pășuni de coastă din Baltica boreală, Formațiuni de Juniperus communis pe lande sau pajiști calcaroase, Pajiști uscate seminaturale și facies de acoperire cu tufișuri pe substraturi calcaroase (Festuco-Brometalia) (* situri importante pentru orhidee), Alvar nordic și șisturi calcaroase precambriene, Pajiști cu Molinia pe soluri calcaroase, turboase sau argilos-nămoloase (Molinion caeruleae), Izvoare fino-scandinave și mlaștini produse de izvoare bogate în minerale, Pante stâncoase calcaroase cu vegetație casmofită.
La baza desemnării sitului se află mai multe specii protejate de  plante (2): papucul doamnei (Cypripedium calceolus), moșișoare (Liparis loeselii).
Pe lângă speciile protejate, pe teritoriul sitului au mai fost identificate 12 specii de plante.